# فوازير عمو فؤاد
فوازير عمو فؤاد هي حلقات فوازير قدّمها الممثل الراحل فؤاد المهندس واستمرت أكثر من عشر سنوات في الثمانينات والتسعينات من القرن العشرين.
كانت الحلقات من بطولة فؤاد المهندس، وشارك فيها مشيرة إسماعيل وليلى طاهر وفاروق فلوكس وعلا رامي وعلاء زينهم وهشام عبد الله وعزة لبيب ومجدي فكري وأحمد سامي عبد الله.
العمل كان من إخراج المخرج محمد رجائي، وتأليف فداء وشامخ الشندويلي.
كانت الحلقات تبث على القناة الأولى على التلفزيون المصري في الساعة 3:30 عصراً في شهر رمضان.

## الفوازير
- عمو فؤاد إدانا معاد
- عمو فؤاد رايح يصطاد
- عمو فؤاد بيلف بلاد
- عمو فؤاد راجع يا ولاد
- عمو فؤاد رايح الإستاد
- عمو فؤاد ويا الأجداد
- عمو فؤاد والسياحة
- عمو فؤاد والعصابة المفترية
- عمو فؤاد وكنوز الأرض.. فتح العداد
- عمو فؤاد رئيس تحرير
- عمو فؤاد ويا الاعداد
- عمو فؤاد والقناة الفضائية مصر أم الدنيا وكانت في بداية التسعينات
- عمو فؤاد في أجازة
- عمو فؤاد والكمبيوتر مع نهال عنبر

وقد استمرت تلك الفوازير عشرة أعوام كاملة من بدايات الثمانينات ولاقت نجاحا كبيرا 